# Danderyds köping
Denna artikel handlar om den tidigare kommunen Danderyds köping. För dagens kommun, se Danderyds kommun.
Danderyds köping var en köping och kommun i Stockholms län.

## Administrativ historik
Danderyds köping bildades 1 januari 1946 (enligt beslut den 9 november 1945) genom en ombildning av Danderyds landskommun (med det därinom belägna Enebybergs villastads municipalsamhälle) och hade 6 302 invånare (den 31 december 1945) och omfattade en areal av 13,41 km², varav 13,32 km² land. Köpingen bestod då av de nuvarande kommundelarna Danderyd och Enebyberg. När köpingen bildades gällde först byggnads- och brandstadgorna inom dess område, men enligt beslut den 20 december 1946 skulle samtliga av stadsstadgorna gälla inom Danderyds köping. Den 1 januari 1947 (enligt beslut den 9 november 1945) överfördes från Danderyds köping och församling till Täby köping och församling hemmanet Lahäll med 381 invånare och omfattande en areal av 0,47 km², varav allt land.
Danderyds köping påverkades inte av kommunreformen den 1 januari 1952.
Köpingen uppgick 1 januari 1971 i Danderyds kommun, tillsammans med Djursholms stad (bestående av de nuvarande kommundelarna Djursholm och Stocksund).

### Judiciell tillhörighet
I judiciellt hänseende tillhörde köpingen Södra Roslags domsaga och Södra Roslags domsagas tingslag.

### Kyrklig tillhörighet
I kyrkligt hänseende tillhörde köpingen Danderyds församling. Församlingen var gemensam för Djursholms stad samt Danderyds och Stocksunds köpingar.

## Köpingvapen
Blasonering: Delad av silver, vari en bjälkvis ställd grön ekkvist med två blad och två ollon, och grönt, vari en fisk av silver med röd beväring.
Vapnet fastställdes år 1946.

## Geografi
Danderyds köping omfattade den 1 januari 1946 en areal av 13,41 km², varav 13,32 km² land, och den 1 januari 1952 en areal av 12,94 km², varav 12,85 km² land. Efter nymätningar och arealberäkningar färdiga den 1 januari 1955 omfattade köpingen den 1 januari 1961 en areal av 12,66 km², varav 12,63 km² land.

### Tätorter i köpingen 1960
| Tätort                | Folkmängd |
| --------------------- | --------- |
| Stockholm, del av     | 8 818     |
| Roslags Näsby, del av | 2 796     |

Tätortsgraden i köpingen var den 1 november 1960 99,8 procent.

## Befolkningsutveckling
| Befolkningsutvecklingen i Danderyds köping 1945–1970 | Befolkningsutvecklingen i Danderyds köping 1945–1970 | Befolkningsutvecklingen i Danderyds köping 1945–1970 | Befolkningsutvecklingen i Danderyds köping 1945–1970 | Befolkningsutvecklingen i Danderyds köping 1945–1970 |
| --- | ---------------------------------------------------- | ---------------------------------------------------- | ---------------------------------------------------- | ---------------------------------------------------- |
| |                                                      |                                                      |                                                      |                                                      |
| År |                                                      |                                                      | Folkmängd                                            |                                                      |
| 1945 | 1945                                                 |                                                      | 6 302                                                |                                                      |
| 1950 | 1950                                                 |                                                      | 7 523                                                |                                                      |
| 1955 | 1955                                                 |                                                      | 9 381                                                |                                                      |
| 1960 | 1960                                                 |                                                      | 11 641                                               |                                                      |
| 1965 | 1965                                                 |                                                      | 15 325                                               |                                                      |
| 1970 | 1970                                                 |                                                      | 15 188                                               |                                                      |
| Anm: För år 1945: befolkning enligt folkräkning 31 december enligt den administrativa indelningen den 1 januari följande år. 1950 avser befolkning enligt folkräkning den 31 december enligt den administrativa indelningen den 1 januari 1952. 1955 avser den kyrkobokförda befolkningen den 31 december enligt den administrativa indelningen den 1 januari följande år. 1960 & 1965 avser befolkning enligt folkräkning den 1 november enligt den administrativa indelningen den 1 januari följande år. 1970 avser den kyrkobokförda befolkningen den 31 december 1970 i det område som köpingen omfattade när den blev del av Danderyds kommun 1 januari 1971. |                                                      |                                                      |                                                      |                                                      |

## Politik

### Mandatfördelning i valen 1950-1966
|  | 10 | 10 | 4 |

| 20 | 5 |

|  | 9 | 9 | 6 |

| 21 | 4 |

|  | 11 |  | 6 | 11 |

| 23 | 7 |

| 10 |  | 8 | 11 |

| 24 | 6 |

|  | 8 | 2 | 8 | 11 |

| 25 | 5 |